# مانگهام (لوئیزیانا)
مانگهام (به انگلیسی: Mangham) شهری در ایالت لوئیزیانا کشور ایالات متحده آمریکا است که جمعیت آن در سرشماری سال ۲۰۱۰ میلادی، ۶۷۲ نفر بوده‌است.